# Format (preservació digital)
Un format és una codificació estructurada de dades per a la seva gestió i representació per mitjà de programari informàtic. Tot i existir-hi altres definicions alternatives, la més recent i fidel al camp de la preservació digital va ser elaborada pel Grup de Treball de PREMIS: “És una estructura preestablerta i específica per a l'organització d'un fitxer, una cadena de bits o una cadena d'arxius”

## Tipologies de Formats
Tot i que actualment existeixen milers de formats en el món, s'ha intentat des de fa anys establir una classificació genèrica dels formats segons la seva tipologia, tot i que encara no s'ha arribat a un consens acadèmic sobre una d'única. Existeixen, això si diferents projectes per dur a terme la correcta identificació de tots els formats existents, com el United Kingdom Digital Curation Centre’s Representation Information Registry, la Global Digital Format Registry, o PRONOM, entre d'altres. Tot i aquesta disparitat de projectes, es poden identificar 3 tipologies bàsiques, o comunament emprades, de formats, a més d'una última centrada específicament en la preservació digital de documents a llarg termini.

## Esquemes de tipologies de formats

### Per Gènere
La tipologia per gènere permet agrupar els formats en tretze grans categories que serveixen perquè siguin ordenats amb facilitat per diferents tipus d'audiències encara que aquestes no estiguin familiaritzades amb el món de la informàtica. Un dels seus principals promotors és la National Library of Australia, que està dissenyant en l'actualitat una base de dades col·laborativa on pér mitjà d'aquest tipologia genèrica ajuda als usuaris a identificar els diferents tipus de formats d'arxiu.
- General: gamma àmplia de materials
- Documents d'arxiu i correus electrònics
- Materials audiovisuals
- Art digital i literatura electrònica
- Jocs digitals, realitat virtual i programari
- Manuscrits digitals
- Imatges
- Materials miscel·lanis
- Recursos web i d'informació en línia
- Materials digitals en suports físics
- Dades científiques, estadístiques i d'investigació
- Dades geoespacials i semblants
- Recursos de notícies i d'una altra informació d'actualitat

### Per suport
La tipologia de format per suport és de les més emprades popularment, sobretot en el camp de la informàtica. És la tipologia més comuna de classificació de formats, on s'identifiquen els fitxers en funció de l'extensió d'arxiu i es determina d'aquesta manera al grup al qual pertanyen.
- Document (DOC, RTF, RTFD, PDF, XSD, PS)
- Imatge (JPG, JPEG, GIF, PNG, PSD, tif/tff, EPS)
- Àudio (WAV, MP3, AAC)
- Vídeo (WMV, AVI, RM, MPG)
- Full de càlcul (XLS, XSC)
- Estadística (SPSS)
- Diagrama o disseny (Visio, AutoCAD)
- Bases de dades (SQL, MySQL, Oracle, Access)
- Presentacions (PowerPoint)
- Pàgines web
- Text senzill (TXT, XML)
- Arxius (Zip, Stuffit)
- Text especialitzat (LaTEX)

### Per propòsit
La tipologia per propòsit, proposada principalment pel Projecte DELOS i la Digital Preservation Coalition va elaborar la tipologia de formats segons l'objectiu o funció que els arxius tenien alhora de ser emprats.
- Document o similar a un document (o "document-like")
- Imatges
- So
- Imatges en moviment
- Dades en brut
- Gràfics estructurats
- Bases de dades
- Col·leccions
- Configuració i metadada

### Per gestió a llarg termini
Aquesta és la tipologia més important quan s tracten els formats des de la perspectiva de la preservació digital. Tot i que en l'actualitat molt del programari existent es desenvolupa amb la capacitat de ser compatible amb arxius de versions anteriors, permetent així un cert grau d'interoperabilitat entre programes, l'opció més segura per garantir l'accés a les dades d'un arxiu a llarg termini és convertir dita informació en un format estàndard que segui interpretable per la major quantitat de programes possibles, fent-lo així més apte per ser processat amb la mínima pèrdua d'informació. La United Kingdom Data Archive ha dissenyat amb aquest objectiu una sèrie de recomanacions referents als formats de dades i programari més adequats per preservar la informació que contenen.
| Tipus de Dada | Formats d'arxiu recomanats per compartir, editar i preservar a llarg termini |
| --- | --- |
| Dades quantitatives amb metadades extensives. Conjunt de dades amb etiquetes variables, etiquetes codificades i amb valors absents definits, a més a més de les matrius de dades | SPSS format portable(.por. Arxiu de comandament ('setup') i text delimitat (SPSS, Stata, SAS,etc.)que conte informació de metadades arxiu. també pot contenir parcialment o totalment text amb informació de metadades, com per exemple un arxiu DDI XML |
| Dades quantitatives amb metadades mínimes. Matriu de dades amb encapçalaments de columna o noms variables, o sense, però sense cap altre metadada o etiquetatge                  | Arxius amb valors separats per comes (.csv)Arxius delimitats (.tab), incloent text delimitat d'un donat conjunt de caràcters amb instruccions de definició de dades SQL si escau                                                                         |
| Dades geoespacials. Dades de 'Vector' i 'Raster' | ESRI Shapefile (essencialment: .shp, .shx, .dbf; optional: .prj, .sbc, .sbn), Geo-referenciat TIFF (.tif, .tfw), Dades CAD (.dwg) i dades d'atributs GIS tabulats                                                                                        |
| Dades Qualitatives. Textuals | Text amb llenguatge 'eXtensible Mark-up'(XML)d'acord amb un apropiat tipus de document (DTD) o es esquema (.xml). Format de Text enriquit (.rtf). Dades de text pla, ASCI (.txt)                                                                         |
| Dades d'Imatge Digital | TIFF versió 6 sense comprimir (.tif) |
| Dades d'Àudio Digitals | Còdec d'àudio lliure sense pèrdua (FLAC) (.flac) |
| Dades de Vídeo Digital | MPEG-4 (.mp4), motion JPEG 2000(.jp2) |
| Documentació | Format de text enriquit (.rtf), PDF/A o PDF (.pdf), Text OpenDocument (.odt) |